# Präsidentschaftswahl im Iran 2005

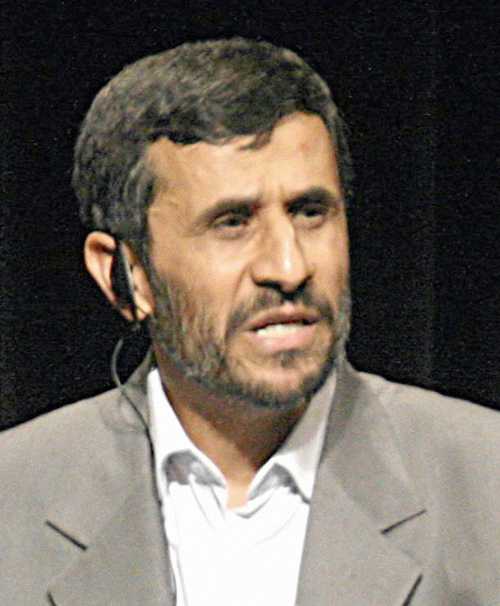
Wahlsieger Mahmud Ahmadinedschad im September 2007

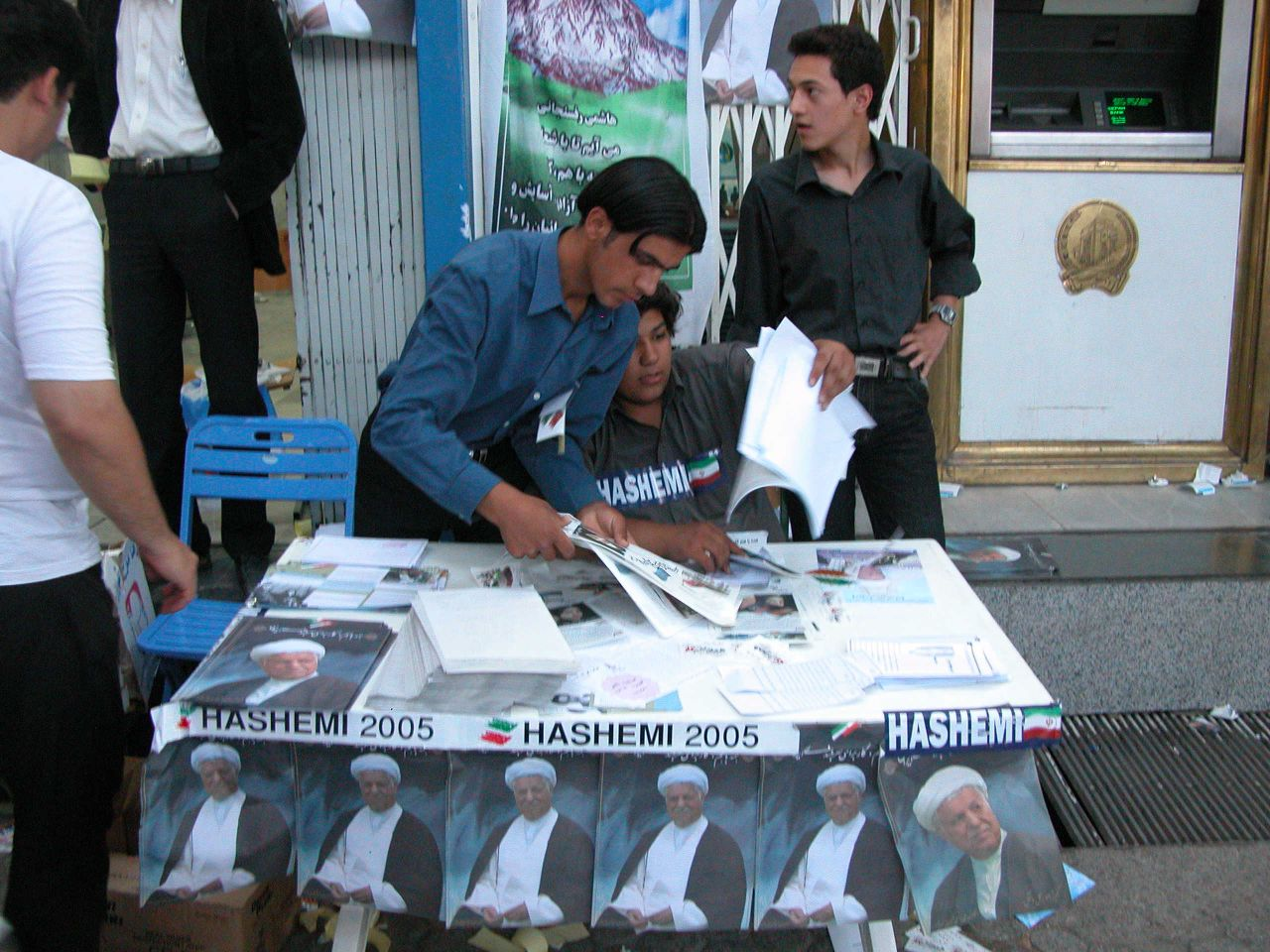
Wahlkampfstand für Akbar Hāschemi Rafsandschāni

Die iranischen Präsidentschaftswahlen 2005 fanden am 17. Juni 2005 statt. Keiner der Kandidaten konnte die absolute Mehrheit erreichen. In der Stichwahl der beiden erfolgreichsten Kandidaten am 24. Juni setzte sich überraschend Mahmud Ahmadineschad durch.
Mit Ahmadineschad war ein Wechsel im politischen Stil verbunden. Rafsandschānis Familie wurde in der Bevölkerung mit der grassierenden Korruption in Verbindung gebracht, die Verbindung in den Klerus hinein als Verfilzung notiert. Ahmadineschad agierte hier mit dem Ruf, in den 1990er Jahren als Provinzgouverneur und seit 2003 Bürgermeister von Teheran erfolgreich unabhängig von politisch religiösen Establishment agiert zu haben. Sein bürgerlicher Lebensstil wurde Teil des Wahlkampfs. Stimmen erhielt er insbesondere in den unteren Schichten der Bevölkerung, die sich vom Wirtschaftswachstum abgekoppelt sahen und auf dem Land. Die fehlende Verortung im Klerus kompensierte Ahmadineschad durch Aussagen, mit denen er sich als religiöser Hardliner profilierte.

## Vorgeschichte
Zur Wahl standen zunächst acht Kandidaten, die der Wächterrat aus 1.014 registrierten Bewerbern zugelassen hatte. Mohsen Rezai trat wenige Tage vor der Wahl von seiner Kandidatur zurück.
Im Gegensatz zu den anderen Kandidaten führte Mahmud Ahmadineschad einen recht einfachen Wahlkampf ohne große Wahlveranstaltungen und riesige Plakate. Sein Wahlkampf wurde durch seine Anhänger finanziert.
Der Kandidat der Reformer war Mostafa Moin, der auch von der wichtigsten Partei des reformerischen Lagers, der Partizipationsfront des islamischen Iran unterstützt wurde.

## Wahlkampf und Ablauf
Der Wahlkampf für die iranischen Präsidentschaftswahlen des Jahres 2005 wurde im Fernsehen, im Radio, auf Plakaten und auf Redeveranstaltungen geführt und in den Medien von Akbar Hāschemi Rafsandschāni dominiert. Der ehemalige Präsident des Iran (1989–1997) verfügte über erheblichen Rückhalt in Kreisen der Wirtschaft und des Klerus. Er genoss den Ruf des Pragmatikers, der für den wirtschaftlichen Aufschwung der 1990er mitverantwortlich war, konnte sich jedoch im ersten Wahlgang nicht eindeutig durchsetzen. Sein Stimmanteil (amtlich: 21,0 %) lag gegenüber dem Mahmud Ahmadineschads (amtlich: 19,4 %) überraschend geringfügig im Vorteil. Da er die absolute Mehrheit verfehlte, wurde eine Stichwahl angesetzt, die Ahmadineschad mit einem Erdrutschsieg (61,7 % gegenüber 38,3 %) gewann.

## Ergebnis
Ergebnis des ersten Wahlganges:
| Kandidaten              | Stimmen    | %     |
| ----------------------- | ---------- | ----- |
| Rafsandschāni           | 6.179.653  | 21,0  |
| Mahmud Ahmadineschad    | 5.710.354  | 19,4  |
| Mehdi Karroubi          | 5.056.686  | 17,2  |
| Mohammad Baqer Ghalibaf | 4.075.189  | 13,8  |
| Mostafa Moin            | 4.069.699  | 13,8  |
| Ali Laridschani         | 1.716.081  | 5,8   |
| Mohsen Mehralizadeh     | 1.287.440  | 4,4   |
| ungültige Stimmen       | 1.200.000  | 4,2   |
| Gesamt                  | 29.400.857 | 100 % |

Die Wahlbeteiligung lag bei 62,6 %. Es wurde bereits unmittelbar nach der Wahl schwerwiegende Vorwürfe von Wahlmanipulationen erhoben u. a. von Mostafa Moin und Akbar Hāschemi Rafsandschāni, die nach Umfragen vor der Wahl mit rund 30 % führen sollten. Der frühere Parlamentspräsident Mehdi Karrubi gab an, dass über eine Million Stimmzettel zugunsten von Ahmadineschad in die Urnen geworfen worden seien. Zudem hätten manche Wähler bis zu zehn Mal ihre Stimme abgegeben. Weiterhin verkündete Ahmadineschad seinen Wahlerfolg schon Stunden vor dem offiziellen Ergebnis durch das Innenministerium.
Da bei der ersten Wahl am 17. Juni 2005 keiner der sieben Kandidaten die absolute Mehrheit erreichen konnte, musste am 24. Juni eine Stichwahl zwischen Rafsandschani und Ahmadineschad über den nächsten iranischen Präsidenten entscheiden.
Aus der Stichwahl am 24. Juni ging Ahmadineschad, nicht nur für westliche Medien überraschend, als Sieger hervor.
Ergebnis der Stichwahl
| Kandidaten                       | Stimmen    | %     |
| -------------------------------- | ---------- | ----- |
| Mahmud Ahmadineschad             | 17.284.782 | 61,7  |
| Ali-Akbar Hāschemi Rafsandschāni | 9.210.853  | 38,3  |
| ungültige Stimmen                | 663.770    | 2,37  |
| Gesamt                           | 27.958.931 | 100 % |

Bei der Stichwahl lag die Wahlbeteiligung bei 59,7 %. Bahman Nirumand bezeichnete die Wahl als "Wunder" legt man die Wahlen der letzten Jahre zugrunde, verfügten die Konservativen durchschnittlich über fünf bis acht Millionen Stimmen. Ahmadineschad erhielt jedoch bei der Stichwahl mehr als siebzehn Millionen Stimmen. Angeblich soll auch Ayatollah Mesbah Yazdi seine Anhänger angewiesen haben, die Stimme für Ahmadineschad abzugeben.
Am 3. August 2005 wurde Mahmud Ahmadineschad offiziell in sein Amt eingeführt. Die Amtszeit beträgt vier Jahre.